# 54e régiment d'infanterie (France)
Pour les articles homonymes, voir 54e régiment.
Le 54e régiment d'infanterie (54e RI) est un régiment d'infanterie de l'Armée de terre française créé sous la Révolution à partir du régiment Royal-Roussillon, un régiment français d'Ancien Régime.

## Création et différentes dénominations
- 1657 : création du régiment Catalan-Mazarin.
- 1661 : renommé régiment Royal Catalan
- 1667 : renommé régiment Royal-Roussillon
- 1791 : renommé 54e régiment d'infanterie
- 1793 : 54e demi-brigade de bataille, formée par :
  - 2e bataillon du 24e régiment d’infanterie
  - 1er bataillon de volontaires du Puy-de-Dôme
  - 1er bataillon de volontaires de l'Indre
- 1796 : 54e demi-brigade d’infanterie de ligne, formée par la 43e demi-brigade de bataille (1er bataillon du 22e régiment d'infanterie, le 4e bataillon de volontaires de Seine-et-Oise et le 3e bataillon de volontaires du Lot)
- 1803 : renommée 54e régiment d’infanterie de ligne.
- 1814 : pendant la Première Restauration :
  - l'ancien 54e régiment d'infanterie de ligne forme, à Calais, le « nouveau » 50e régiment d'infanterie de ligne.
  - le « nouveau » 54e régiment d'infanterie de ligne est formé à Paris par l'amalgame des « anciens » 58e régiment d'infanterie de ligne, des 1er et 2e bataillons du 135e régiment d'infanterie de ligne et du 2e bataillon du 2e régiment de voltigeurs de la Garde impériale.
- 1815 : pendant les Cent-Jours, il garde son nom de 54e régiment d'infanterie de ligne
- 16 juillet 1815 : comme l'ensemble de l'armée napoléonienne, il est licencié à la Seconde Restauration.
- 11 août 1815 : création de la 68e légion du Rhône.
- 23 octobre 1820 : renommée 54e légion du Rhône elle est amalgamée, et renommée 54e régiment d'infanterie de ligne .
- 1854 : il prend son nom définitif, 54e régiment d’infanterie.
- 1923 : dissolution
- 1939 : recréé comme 54e régiment d’infanterie de forteresse
- 1940 : dissolution

## Colonels / Chefs de brigade
- 1756 : M. de Sennezergue - colonel
- 1759 : M. d'Haussonville - colonel
- 1792 : Pierre Marie Joseph Salomon Dumesnil - colonel (**)
- 1794 : Glinec - chef de brigade
- 1795 : Sauvat - chef de brigade
- 1796 : Louis-Prix Varé - chef de brigade (*)
- 1803 : Armand Philippon - colonel (**)
- 1810 : Jacques Saint-Faust - colonel
- 1814 : Claude Charlet - colonel

- 1829 : Félix-Louis de Narp
- 1830 : François de Négrier

- 1873 : Théodore Galland
- 1894 : Paul Pau
- 1897 : Paul Jacquin (*)
- 1914 : Paul Boissaud - lieutenant-colonel (tué à Érize-la-Petite, le 8 septembre 1914)
- 1914 : Jean Guy - lieutenant-colonel (*)

- 1920 : Édouard Brémond

 (*) Officier qui devint par la suite général de brigade, (**) Officier qui devint par la suite général de division 
colonels tués et/ou blessés pendant qu'il commandait le 54e régiment d'infanterie de ligne :
- colonel Philippon : blessé le 28 juillet 1809
- colonel Saint-Faust : blessé le 27 février 1814
- Paul Boissaud - lieutenant-colonel (tué à Érize-la-Petite, le 8 septembre 1914)

Officiers tués et/ou blessés pendant qu'ils servaient aux 54e régiment d'infanterie durant la période 1804-1815:
- Officiers tués : 23
- Officiers mort des suites de leurs blessures : 14
- Officiers blessés : 89

## Historique des garnisons, combats et batailles

### Ancien Régime
- Le premier bataillon participa à la guerre de Sept Ans de 1756 à 1761 au Canada, sous les ordres du général Louis-Joseph de Saint-Veran, marquis de Montcalm, avec pour colonel M. de Sennezergue. En 1756, l'uniforme était blanc, avec veste, collet et parements bleus, boutons dorés, 5 pour les parements, poches en travers à  3 boutons.

### Révolution française et Premier Empire

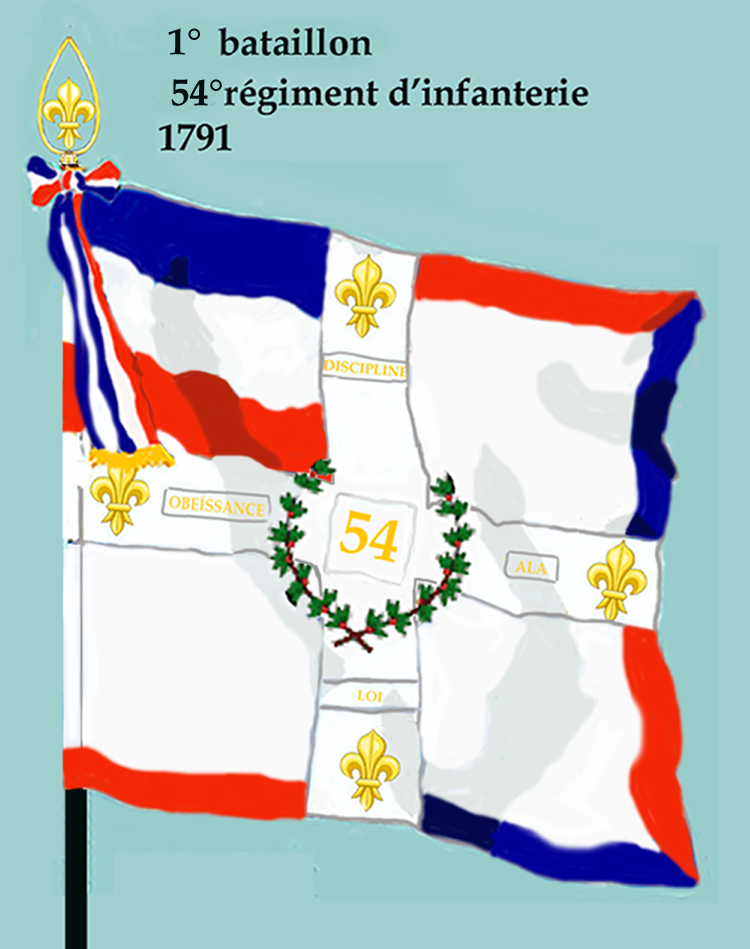
Drapeau du 1er bataillon du 54e régiment d'infanterie de ligne de 1791 à 1793
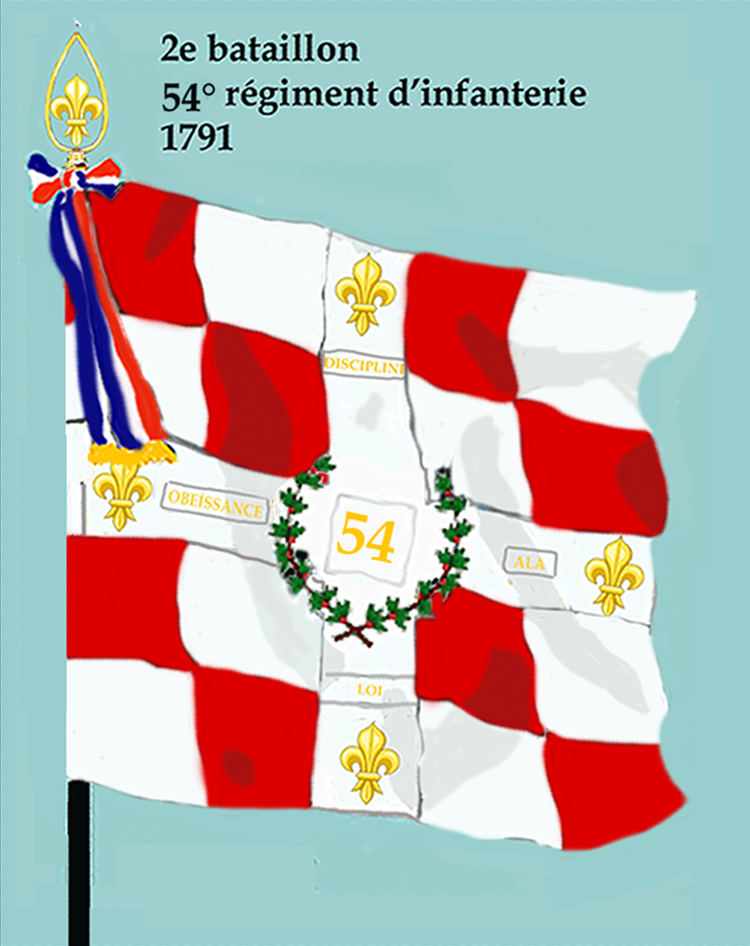
Drapeau du 2e bataillon du 54e régiment d'infanterie de ligne de 1791 à 1793

- 1792 : 
  - Bataille de Valmy
  - Bataille de Jemappes
  - 1er décembre 1792 : Armée de la Moselle, expédition de Trèves
- 1793 : 
  - Bataille de Neerwinden
  - Bataille de Kaiserslautern.
- 1794 : Armée du Nord
  - Bataille de Fleurus
  - Forteresse de Mayence
  - Blocus de Mayence.
- 1799 :
  - Bataille de Bergen,
  - Bataille d'Alkmaar.
  - Bataille de Castricum
- 1800 : 
  - Bataille d'Engen
  - Bataille d'Hohenlinden.
  - Combat de Kirchberg
- 1805 : 
  - Bataille de Dürenstein
  - 2 décembre 1805 : Bataille d'Austerlitz
- 1806 : 
  - Bataille de Crewitz
  - Bataille de Lübeck.
- 1807 : 
  - Combat d'Ostroleka
  - bataille de Friedland.
- 1808 : 
  - Espinosa
  - Somo-Sierra.
- 1809 : 
  - Bataille d'Essling,
  - bataille de Wagram,
  - Bataille de Talavera.
- 1810 : 
  - Saint-Louis.
- 1811 : 
  - Bataille de Barossa/Chiclana,
  - bataille de Fuentes de Oñoro,
  - Zujar.
- 1812 : 
  - Tarifa
  - Siège de Cadix.
- 1813 : 
  - Oignon, **bataille de Vitoria,
  - Col de Maya,
- 1813 : Campagne d'Allemagne
  - bataille de Dresde,
  - 16-19 octobre : Bataille de Leipzig
  - Dantzig.
- 1814 : Campagne de France (1814)
  - Bataille de Bar-sur-Aube,
  - Bataille de Fère-Champenoise,
  - Maestricht.
- 1815 : Campagne de Belgique (1815)
  - Bataille de Waterloo.

### De 1815 à 1852
- 1828-1833 : participation à l’expédition de Morée pour soutenir les insurgés grecs lors de la guerre d'indépendance grecque.
  - Prise de Patras
  - Siège du château de Morée
- 1830 : En garnison à Toulon. Une ordonnance du 18 septembre créé le 4e bataillon et porte le régiment, complet, à 3 000 hommes[1].
- 1832 : Insurrection républicaine à Paris en juin 1832

En avril 1834, il participe à la répression des émeutes, qui s'étendent à Paris, qui mène au massacre de la rue Transnonain.

### Second Empire
- Février 1853 : débarquement à Arzew dans le cadre de la conquête de l'Algérie.
- 1853-1857 : Il participe à de nombreuses colonnes, jusqu'au printemps de 1857 où il est désigné pour participer à la campagne de Kabylie et s'illustre à la bataille d'Icheriden.
- 1857 : En octobre il retourne en France métropolitaine
- de 1857 à 1870 il change souvent de garnison.

- Par décret du 2 mai 1859 le 54e régiment d'infanterie fourni 1 compagnie pour former le 101e régiment d'infanterie de ligne.

Lorsque la guerre éclate il est à Condé, Cambrai et Maubeuge. Le 54e est appelé a faire partie du 4e Corps, en formation à Thionville, et n'assiste pas aux premières batailles. Le 4e Corps se retire sous Metz et prend part à la bataille de Saint-Privat. Le 54e tient toute la journée en avant d'Amanvillers sous le feu de l'artillerie et de l'infanterie. Dans cette seule journée du 18 août 1870, le régiment perd 25 officiers tués ou blessés, dont le colonel et le lieutenant-colonel, et 557 sous-officiers et soldats. C'est alors l'investissement de Metz, puis la capitulation qui livre l'Armée Française à l'ennemi. Le 54e est interné à Magdebourg. Il est rapatrié sitôt la paix signée. Le 13 juillet 1871, les derniers prisonniers arrivent à La Roche-sur-Yon, au dépôt du régiment
- Le 16 août 1870, le 4e bataillon, formé pour la plupart de nouveaux arrivants, quitte le dépôt pour créer le 9e régiment de marche qui formera la 1re brigade de la 2e division du 13e corps d'armée[3].

.

### De 1871 à 1914

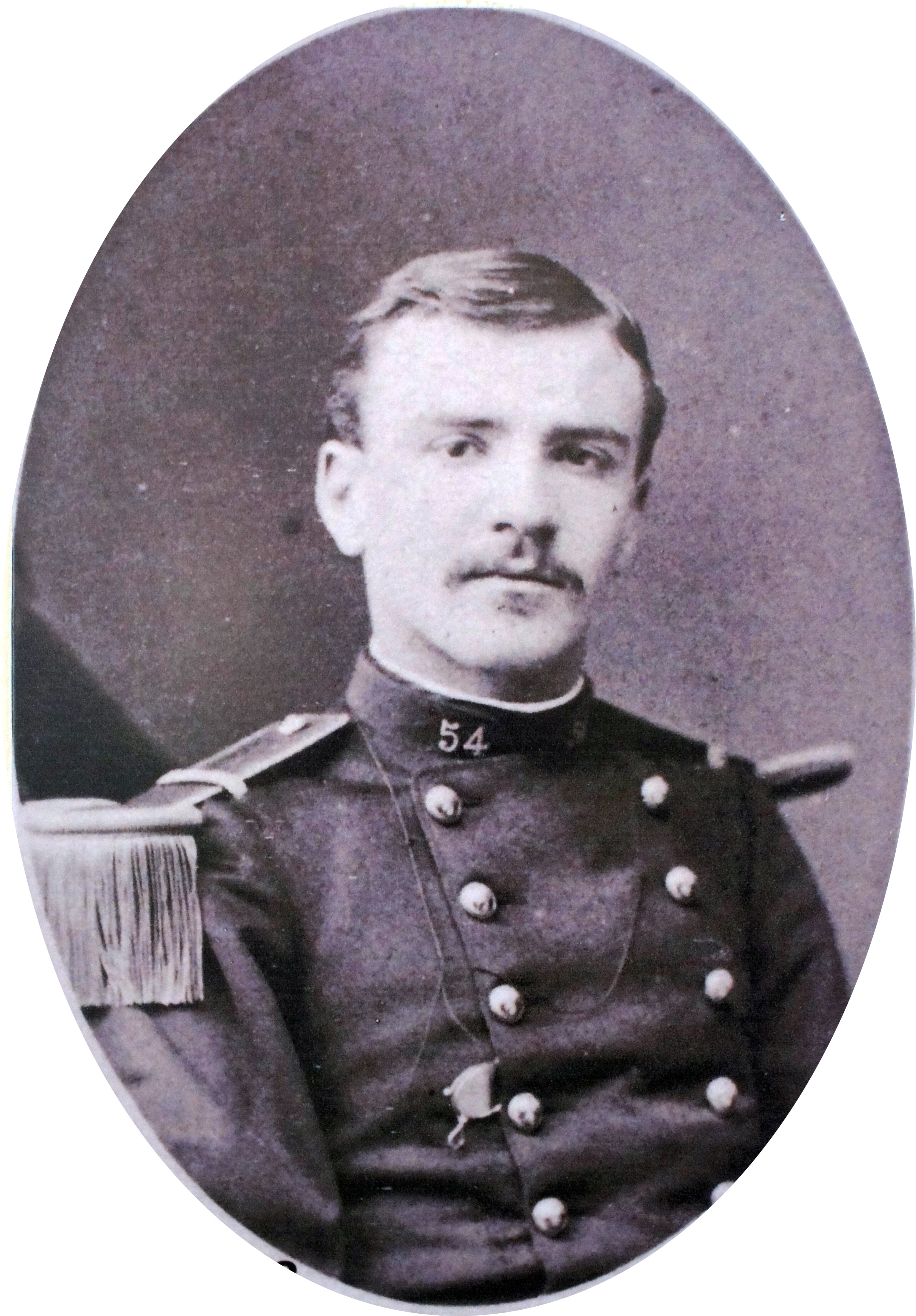
Le sous-lieutenant Driant au 54e lors de sa sortie de Saint-Cyr, 1877.

Le 27 mars 1871, des éléments du régiment rentrant de captivité sont amalgamés avec d'autres éléments de diverses unités pour former le 1er régiment d'infanterie provisoire.
En septembre 1871, le 54e régiment d'infanterie de ligne fusionne avec le 54e régiment de marche.
En octobre 1873, le dépôt du régiment est transporté de La Roche-sur-Yon à Compiègne. L'État-Major et les bataillons occupent diverses garnisons : Paris, Montmédy, Stenay, Verdun, Saint-Mihiel, Sedan[réf. nécessaire].
En 1886, un bataillon du 54e est détaché à Ham, et y demeure par roulement jusqu'en septembre 1913, quand le régiment, cessant d'appartenir à la 4e division (7e brigade), passe du 2e au 6e corps d'armée, faisant alors partie de la 12e division (23e brigade). A ce moment le 1er bataillon et une fraction du 2e sont détachés à Épernay et dans les forts de Reims[réf. nécessaire].
Après mars 1914, le régiment se trouve au complet à Compiègne.

### Première Guerre mondiale
En 1914, il est en garnison à Compiègne, il fait partie de la 23e brigade d'infanterie de la 12e division d’infanterie  du 6e corps d'armée, dans laquelle il fait toute la guerre.

#### 1914
Le 1er août au matin, le régiment quitte la caserne de Royallieu, à Compiègne, pour se rendre à la gare où deux trains l'attendent et l'emmènent vers Saint-Mihiel. Il apprend en cours de trajet que la mobilisation générale a été déclarée.
Le  54e RI dépend de la  3e armée (armée Ruffey).
Il se rend sur les emplacements de couverture qu'il doit occuper sur la pente est des Hauts de Meuse et prend ses cantonnements à Saint-Maurice-sous-les-Côtes, Billy-sous-les-Côtes et Woël. Il réalise des travaux défensifs pendant deux semaines.
Le 20 août, ordre est donné aux 3e et 4e armées de lancer dans les Ardennes et le Luxembourg « une offensive violente et soudaine ». Le régiment combat devant Longwy du 22 au 25 août.
Les 3e et 4e armées battent en retraite : Longwy, Vaux-Marie, Sommaisne, Rembercourt-aux-Pots, Mouilly.
Du 5 au 20 septembre, le 54e RI va participer à la bataille de la Marne. Le 8 septembre au matin, l’état major du régiment stationné à Érize-la-Petite est ciblé par l’artillerie allemande durant la distribution des ordres. Le commandant du régiment, le lieutenant-colonel Boissaud, le commandant Ricq, le capitaine Gomez et des agents de liaison sont tués.
Le régiment apprend le 11 septembre la réussite de la contre-offensive française facilitée par les renforts envoyés de Paris par Gallieni.
À partir du 22 septembre 1914, le 54e RI se bat dans le secteur de la tranchée de Calonne (les Hauts de Meuse- Ouest des Eparges), où il va être engagé jusqu'au 2 août 1915. Les Éparges est un secteur très disputé, partagé avec les régiments de la  12e division d’infanterie.
Avec l'arrivée de l'hiver, les conditions deviennent particulièrement rigoureuses. Les combattants doivent lutter contre le froid, la boue, la neige et la fatigue.

#### 1915
Opérations de janvier à mai - Meuse et Argonne : les Éparges Première bataille de Champagne
Le front est stabilisé et la guerre de tranchées a remplacé la guerre de mouvement. Le 54e RI découvre un nouvel aspect de la guerre : les Allemands tentent de pénétrer dans ses lignes au moyen de travaux de sapes et de mines.
L'état-major français décide d'une attaque générale de l'éperon des Eparges fixée au 18 mars 1915. Les combats très violents se poursuivent jusqu'au 27 mars, au prix de pertes élevées.
Le 24 avril 1915, le 54e RI est rassemblé en tenue de campagne à proximité de Rupt-en-Woëvre, il est passé en revue par  le général commandant la 12e division d’infanterie qui ensuite décore de la Légion d'honneur deux officiers du régiment. Le 54e est cité à l’ordre de l’Armée pour les combats soutenus depuis le 26 décembre. À l’heure du déjeuner, le régiment est mis en état d’alerte et va s’établir à la lisière du bois de la Châtelaine en face de Mouilly. Le dimanche 25 avril le 54e RI est en liaison avec le 132e RI sur sa gauche. Le 54e sous le bombardement allemand (105 et 150) reçoit l’ordre de rendre ses tranchées inviolables. Le 87e RI doit déboucher et attaquer devant le 54e. L’attaque échoue et le régiment consolide ses nouvelles positions avant d'être relevé le 30 avril 1915.
En mai et juin, le 54e RI reçoit des renforts et se reconstitue.
Il participe à une attaque sur la tranchée de Calonne le 20 juin.
La relève de la 12e Division d'Infanterie s'effectue en août. Le 54e RI est relevé les 1er et 2 août et séjourne pendant un mois à Seigneulles.
Son drapeau est décoré de la Croix de guerre le 31 août 1915.
Le 54e RI quitte Seigneulles le 2 septembre pour se rendre au sud de Châlons-sur-Marne où il va participer à la bataille de Champagne.
Cette offensive générale fixée au 25 septembre devait rompre le front. Elle ne parviendra qu'à des avancées, au prix de lourdes pertes.
Le 54e RI est engagé dans le secteur de Souain-Somme-Py. Il combat à côté du 2e corps colonial.
La 15e division coloniale doit attaquer la première, suivie par la 12e division d’infanterie, en tête de laquelle se porte le 54e RI.
Les attaques sont lancées après préparation d'artillerie du 25 au 29 septembre. Elles permettent de progresser mais pas de percer le front.
Le 1er octobre, le 54e RI est relevé par le 170e RI. Il quitte son emplacement pour bivouaquer dans les bois au sud de Bussy-le-Château.
Le 23 octobre il se rend, par Courtisols et L'Epine, dans la région sud-est de Chalons-sur-Marne, puis à Saint-Germain-la-Ville, Saint-Étienne-au-Temple, Mourmelon-le-Grand ou il est mis au repos et à l'instruction jusqu'en décembre.
Le 12 décembre, le régiment quitte Mourmelon, et prend position en première ligne de Saint-Hilaire-le-Grand à Saint-Souplet-sur-Py face à Auberive-sur-Suippe.

#### 1916

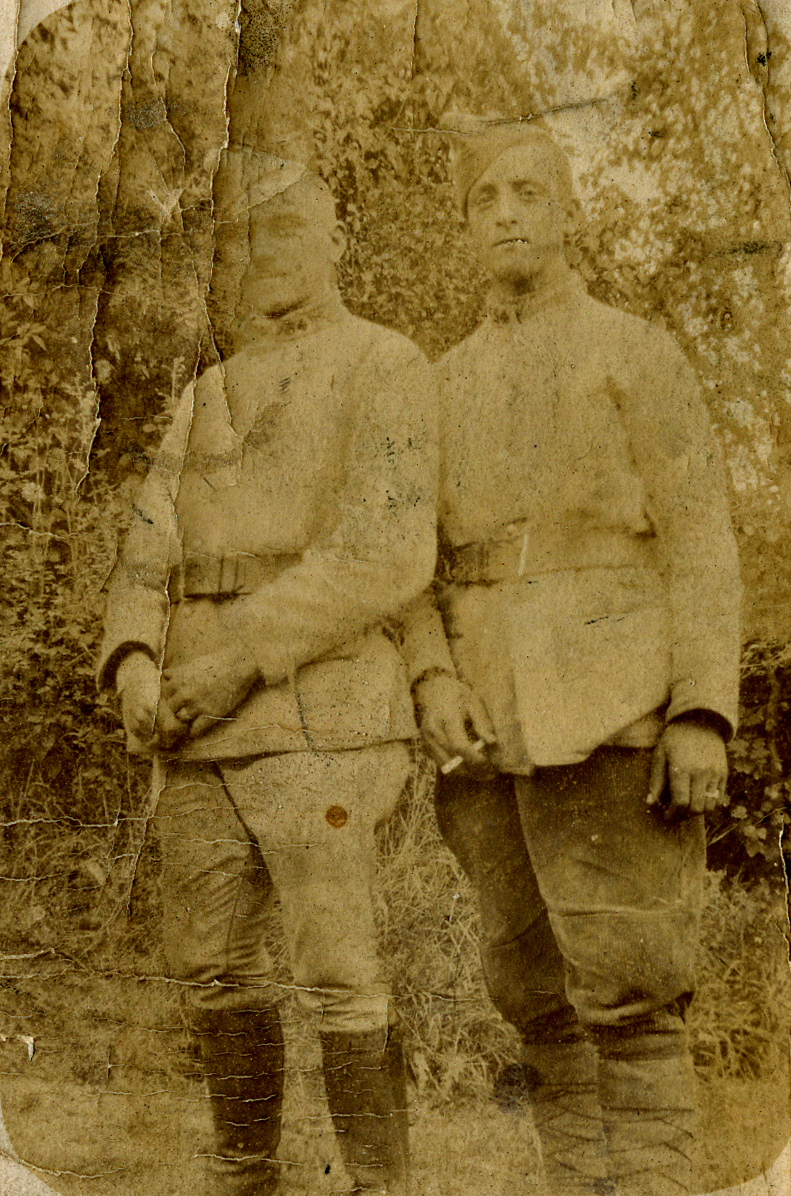
Deux poilus du en 1916.

Le 5 janvier, il est relevé par le 67e RI, et descend au repos à Suippes et Bussy-le-Château.
À partir de ce moment, le régiment alterne ses séjours en ligne avec le 67e régiment d'infanterie dans ce même secteur.
Le 19 mai à la faveur d'un violent vent du Nord, l'ennemi effectue une forte émission de gaz sur le front du régiment et sur celui des unités voisines, à gauche jusqu'à la route de Saint-Souplet, à droite sur le front de la 127e division.
Le 29 mai le 54e est relevé par les 90e et 114e régiments d'infanterie et prend ses cantonnements à Suippes, Saint-Hilaire-au-Temple et Dampierre-au-Temple.
Le 10 juin, le 54e est transporté en chemin de fer de Cuperly à Sommeilles-Nettancourt et cantonne le lendemain à Charmont. Le 13 juin, une étape de 15 kilomètres vers l'est l'amène aux cantonnements de Louppy-le-Château et Villotte-devant-Louppy. Le 15 juin, après une courte marche, il cantonne à Marats-la-Grande et Condé-en-Barrois. Le 17 juin, il s'embarque à 7 heures en camions-autos à Condé-en-Barrois et il est amené vers Nixéville et, de là, il gagne Haudainville où les 2e et 3e bataillons cantonnent dans les nombreuses péniches amarrées sur le canal latéral à la Meuse, et Belrupt où cantonne le 1er bataillon.
- Bataille de Verdun
- Bataille de la Somme

#### 1917
- 15 avril : Bataille du Chemin des Dames.

#### 1918
Somme: Grivesnes, le Plessier, Saint-Aignan
Offensive de l'Aisne.

### Entre-deux-guerres
Revenu à Compiègne en juillet 1919, le régiment est dissous le 1er avril 1923 par fusion dans le 67e régiment d'infanterie.

### Seconde Guerre mondiale
Le 54e régiment d'infanterie de forteresse est créé à la mobilisation de 1939 à partir IVe bataillon du 43e régiment d'infanterie. Il est affecté au secteur fortifié de l'Escaut.

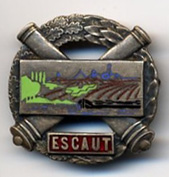
Insigne du secteur fortifié de l'Escaut, utilisé comme insigne régimentaire par le d’infanterie de forteresse.

Il combat fin mai mais abandonne ses positions débordées par les Allemands. Il se replie jusqu'à Dunkerque, et une partie du régiment parvient à évacuer vers l'Angleterre.

## Faits d'armes inscrits sur le drapeau
Il porte, cousues en lettres d'or dans ses plis, les inscriptions suivantes :
- Valmy 1792
- Alkmaar 1799
- Austerlitz 1805
- Friedland 1807
- Kabylie 1857
- La Marne 1914
- Éparges 1915
- Verdun 1916
- L'Escaut 1918

## Décorations
Sa cravate est décorée de la Croix de guerre 1914-1918 avec trois citations à l'ordre de l'armée, une citation à l'ordre du corps d'armée, une citation à l'ordre de la division.

Il a le droit au port de la fourragère aux couleurs au ruban de la croix de guerre 1914-1918.

## Personnalités ayant servi au54eRI
- Général Renson d'Allois d'Herculais (1818-1884), général français du Second Empire et de la Troisième République.
- Emile Driant (1855-1916), officier, écrivain sous le pseudonyme de Capitaine Danrit, Député de Nancy, mort pour la France en 1916. À sa sortie de l'ESM de Saint-Cyr en 1877, il choisit l'Infanterie et fut affecté au 54e Régiment d'Infanterie, alors en garnison à Compiègne.
- René Sturel (1885-1914), spécialiste de la littérature du XVIe siècle, y fait son service militaire de 1905 à 1906. Son nom est inscrit au Panthéon parmi les 560 écrivains morts au combat pendant la Première Guerre mondiale.
- Eugène Criqui (1893-1977) dit Gégène Gueule Cassée, boxeur, champion du monde des poids plume en 1923.
- Étienne de Fontenay (1893-1916), lieutenant tué à Bouchavesnes le 25 septembre 1916[13].
- Jean-Louis Courteville, du 3e bataillon, 4e compagnie, ayant servi au régiment lors de l’Empire, décoré par la suite de la médaille de Saint-Hélène[réf. nécessaire].

## Sources et bibliographie
- À partir du Recueil d'Historiques de l’Infanterie Française, Général Andolenko - Eurimprim 1969.
- Historique sommaire du 54e régiment d'infanterie, Paris, Fournier, 1920, 15 p., lire en ligne sur Gallica.
- Marcel Émile Weill et Lieutenant Delacourt, Les Régiments d'infanterie de Compiègne pendant la Grande Guerre, Compiègne, Amicale des Anciens combattants des 54e R.I., 254e R.I., 13e Tal, 1930 (OCLC 760963362, lire en ligne)